# John C. Waldron
Pour les articles homonymes, voir Waldron.
John Charles Waldron (24 août 1900 - 4 juin 1942) est un aviateur de la marine américaine qui dirigeait un escadron de bombardiers-torpilleurs durant la Seconde Guerre mondiale. Lui et vingt-huit des trente hommes de son escadron ont péri dans la bataille de Midway.

## Biographie
Né à Fort Pierre, dans le Dakota du Sud, il est diplômé de l'académie navale d'Annapolis en 1924 et devient aviateur de la marine en 1927. Au cours des années précédant la Seconde Guerre mondiale, il sert dans plusieurs unités aériennes et est instructeur à l'académie navale ainsi qu'à Pensacola, en Floride, exerçant plusieurs fonctions liées à l’aviation.
En 1941, il est capitaine de corvette et devient commandant de la huitième escadre de bombardiers-torpilleurs (VT-8) qui sert sur le nouveau porte-avions USS Hornet.
Pendant la bataille de Midway le 4 juin 1942, en désaccord avec le commandant du groupe aérien et avec le captain Mitscher, sur le cap à suivre pour trouver les porte-avions japonais, il choisit de suivre la route qu'il jugeait (et était) la bonne, mais cette attaque effectuée sans chasseurs d'escorte aboutit à la perte des 15 “Devastators” de l'escadrille VT-8 et à la mort de 29 des 30 membres d'équipage, dont Waldron. L'enseigne de vaisseau George Gay fut le seul survivant du VT-8.
Bien que sans résultats en termes de dégâts portés, cette attaque et celle, aussi inefficace, des avions torpilleurs de l'USS Enterprise, a amené la chasse embarquée japonaise à opérer à basse altitude et au nord-est des porte-avions japonais, ce qui a facilité, peu après, l'approche, à haute altitude et par le sud, des escadrilles de bombardiers-en-piqué VS-6 et VB-6 de l'USS Enterprise qui ont mis hors de combat le Kaga et l'Akagi, et l'approche par l'est de l'escadrille VB-3 de l'USS Yorktown qui a mis hors de combat le Sôryû. Mais au total, pour l'USS Hornet le matin du 4 juin, seule l'escadrille VT-8 a réussi à atteindre les bâtiments japonais, les autres escadrilles n'y sont pas parvenues, et 50 % des appareils ont été perdus, notamment en se retrouvant à court de carburant, et obligés d'amerrir.
John Waldron repose au cimetière national de Black Hills, dans le Dakota du Sud. L'USS Waldron, un destroyer de la classe Allen M. Sumner mis en service en 1943, fut nommé en son honneur.